# Línea RG1
La línea RG1 es una línea de cercanías y regional de cercanías de Gerona (Rodalies de Catalunya) que conecta, sin necesidad de transbordo, las comarcas del Maresme, la Selva, el Gironés y el Alto Ampurdán con 16 trenes de lunes a viernes.
El nuevo servicio se presta como prolongación de la R1 desde Massanet de la Selva hasta Figueras, mientras que en la R11 se mantienen todas las frecuencias actuales hasta Barcelona. El servicio pasa a ser regional cadenciado si se circula desde la provincia de Barcelona hasta salir del núcleo de Barcelona, al entrar en Sils

## Tordera , arco del triunfo
- Blanes y Gerona en 38 minutos.
- Blanes y Figueras, una hora y 19 minutos.
- Mataró y Gerona en 1 h y 18 minutos.
- Hospitalet de Llobregat y Mataró en 55 minutos.

## Recorrido
| Estación                       | Municipio                   | Correspondencias | Servicios                                                     |
| ------------------------------ | --------------------------- | ---------------- | ------------------------------------------------------------- |
| Hospitalet de Llobregat        | Hospitalet de Llobregat     |                  |                                                               |
| Torrassa                       | Hospitalet de Llobregat     |                  |                                                               |
| Barcelona - Sants              | Barcelona                   |                  |                                                               |
| Plaza de Cataluña              | Barcelona                   |                  |                                                               |
| Arco de Triunfo                | Barcelona                   |                  |                                                               |
| El Clot-Aragón                 | Barcelona                   |                  |                                                               |
| Sant Adrià de Besòs            | San Adrián de Besós         |                  |                                                               |
| Badalona                       | Badalona                    |                  |                                                               |
| Montgat                        | Montgat                     |                  |                                                               |
| Montgat Nord                   | Montgat                     |                  |                                                               |
| El Masnou                      | El Masnou                   |                  |                                                               |
| Ocata                          | El Masnou                   |                  |                                                               |
| Premiá de Mar                  | Premiá de Mar               |                  |                                                               |
| Vilassar de Mar                | Vilasar de Mar              |                  |                                                               |
| Cabrera de Mar-Vilassar de Mar | Cabrera de Mar              |                  |                                                               |
| Mataró                         | Mataró                      |                  |                                                               |
| San Andrés de Llavaneras       | San Andrés de Llavaneras    |                  |                                                               |
| Caldes d'Estrac                | Caldetas                    |                  |                                                               |
| Arenys de Mar                  | Arenys de Mar               |                  |                                                               |
| Canet de Mar                   | Canet de Mar                |                  |                                                               |
| Sant Pol de Mar                | San Pol de Mar              |                  |                                                               |
| Calella                        | Calella                     |                  |                                                               |
| Pineda de Mar                  | Pineda de Mar               |                  |                                                               |
| Santa Susana                   | Santa Susana                |                  |                                                               |
| Malgrat de Mar                 | Malgrat de Mar              |                  |                                                               |
| Blanes                         | Blanes                      |                  |                                                               |
| Tordera                        | Tordera                     |                  |                                                               |
| Massanet-Massanas              | Massanet de la Selva        |                  | Párking público · Bus urbano                                  |
| Sils                           | Sils                        |                  |                                                               |
| Caldas de Malavella            | Caldas de Malavella         |                  |                                                               |
| Riudellots                     | Riudellots de la Selva      |                  | Párking público                                               |
| Fornells de la Selva           | Fornells de la Selva        |                  | Párking público                                               |
| Gerona                         | Gerona                      |                  | Párking público · Ascensor · Autobús · Bus urbano · Cafetería |
| Celrá                          | Celrá                       |                  | Párking público                                               |
| Bordils y Juyá                 | Juyá                        |                  | Párking público                                               |
| Flassá                         | Flassá                      |                  | Ascensor                                                      |
| Sant Jordi Desvalls            | San Jordi Desvalls          |                  | Párking público                                               |
| Camallera                      | Saus, Camallera i Llampaies |                  | Párking público                                               |
| San Miguel de Fluviá           | San Miguel de Fluviá        |                  | Párking público                                               |
| Vilamalla                      | Vilamalla                   |                  | Párking público                                               |
| Figueras                       | Figueras                    |                  |                                                               |
| Vilajuiga                      | Vilajuiga                   |                  | Párking público                                               |
| Llansá                         | Llansá                      |                  |                                                               |
| Colera                         | Colera                      |                  | Párking público                                               |
| Portbou                        | Portbou                     |                  |                                                               |